# Маньи-ан-Вексен
Маньи-ан-Вексен (фр. Magny-en-Vexin) — муниципалитет во Франции, в регионе Иль-де-Франс, департамент Валь-д'Уаз. Население — 5657 человек (1999). Муниципалитет расположен на расстоянии около 55 км северо-западнее Парижа, 24 км северо-западнее Сержи.
23 марта 1651 года здесь родился французский художник Жан-Батист Сантерр.

## Демография
Динамика населения (INSEE):